# Григоровское (Калужская область)
Григоровское — деревня в Перемышльском районе Калужской области России. Административный центр сельского поселения деревня Григоровское.

## География
Находится в 15 километрах на северо-восток от районного центра — села Перемышль. Рядом деревня Константиновка.

## Население
| 2002 | 2010 |
| ---- | ---- |
| 193  | ↘190 |

## История
Поселение известно с допетровских времён. По свидетельству инженера и архитектора Н. И. Рошефора, в 1673 году в Григоровке была сооружена каменная Казанская церковь.
Академик архитектуры и исследователь древнего русского зодчества М. Т. Преображенский приводит ту же дату возникновения православного храма в Григоровском и даёт его краткую характеристику:

Каменная пятиглавая церковь съ трапезою, придѣломъ и колокольнею; построена бояриномъ Хитрово въ 1673 году. Длина 2 5 арш., ширина 12 арш., алтарь съ тремя полукружіями; деталей XVII вѣка не сохранилось. Въ церкви есть древніе воздухи, шитые золотомъ, серебромъ и разноцвѣтными шелками.—  Памятники древнерусского зодчества в пределах Калужской губернии.
В атласе Калужского наместничества, изданного в 1782 году, — Григоровское, обозначено на карте и упоминается как село Перемышльского уезда:

Село Григоровское с пустошами Анны Алексеевны Хитровой. На правом берегу безымянного отвершка и по обе стороны ручья Григоровского на коем пруд, церковь, дом господский деревянный, мельницв мушная и лес строевой…— Описания и алфавиты к Калужскому атласу Ч.2.
В 1858 году село (вл.) Григоровское 1-го стана Перемышльского уезда, при колодце Яндовище, православной церкви, при 52 дворах и 379 жителях на Одоевском тракте.
К 1914 году Григоровское — село Желовской волости Перемышльского уезда Калужской губернии с собственной церковно-приходской школой. В 1913 году население — 398 человек.
В годы Великой Отечественной войны деревня была оккупирована войсками Нацистской Германии с начала октября по конец декабря 1941 года. Освобождена в ходе Калужской наступательной операции частями 50-й армии генерал-лейтенанта И. В. Болдина.

## Известные уроженцы
- Богдан Матвеевич Хитрово (1615—1680) — боярин, окольничий, основатель Ульяновска и Карсуна.

## Объекты историко-культурного наследия
Памятник землякам, погибшим в годы Великой Отечественной войны в центре деревни.

## Комментарии
1. ↑  Церковь частично разрушена. Была закрыта большевиками в начале 1930-х годов. В настоящее время передана Калужской Епархии — восстанавливается[5].